# FO HGe 4/4
| VZ HGe 4/4 16, FO HGe 4/4 31–37 | VZ HGe 4/4 16, FO HGe 4/4 31–37 | VZ HGe 4/4 16, FO HGe 4/4 31–37 |
| ------------------------------- | ------------------------------- | ------------------------------- |
| HGe 4/4 16 in Zermatt, 2006     |                                 |                                 |
| Nummerierung                    | VZ 16                           | FO 31–37                        |
| Anzahl                          | 1                               | 7                               |
| Hersteller                      | SLM, Maschinenfabrik Oerlikon   | SLM, Maschinenfabrik Oerlikon   |
| Indienststellung                | 1939                            | 1941–1956                       |
| Ausrangierung                   |                                 | ab 1971                         |
| Achsformel                      | Bozz’Bozz’                      | Bozz’Bozz’                      |
| Dienstmasse                     | 47 t                            | 47 t                            |
| Länge über Puffer               | 14'100 mm                       | 14'120 mm                       |
| Höchstgeschwindigkeit Adhäsion  | 50 km/h                         | 55 km/h                         |
| Höchstgeschwindigkeit Zahnrad   | 25 km/h                         | 30 km/h                         |
| Stromsystem                     | 11 kV, 16,7 Hz                  | 11 kV, 16,7 Hz                  |
| Anzahl der Motoren              | 4                               | 4                               |
| Antrieb                         | elektrisch                      | elektrisch                      |
| Stundenleistung                 | 736 kW (1'000 PS)               | 890 kW (1'200 PS)               |
| Spurweite                       | 1'000 mm                        | 1'000 mm                        |

Die VZ HGe 4/4 16 und die FO HGe 4/4 31–37 sind Meterspur-Elektrolokomotiven für den gemischten Adhäsions- und Zahnradbetrieb mit 11'000 Volt 16,7 Hertz Wechselstrom. Eine davon wurde 1939 von der Visp–Zermatt-Bahn (VZ), seit 1962 Brig-Visp-Zermatt-Bahn (BVZ), zur Ergänzung der vorhandenen HGe-4/4-Lokomotiven beschafft. Die weiteren weitgehend baugleichen Lokomotiven, mit einer etwas höheren Traktionsleistung, wurden in den Jahren 1941 bis 1956 anlässlich der Elektrifizierung der Strecke von Brig nach Disentis/Mustér an die Furka-Oberalp-Bahn (FO) geliefert. Nach der 2003 erfolgten Fusion der BVZ mit der FO zur Matterhorn-Gotthard-Bahn (MGB) kamen alle verbliebenen Lokomotiven zu dieser. Sie werden seit Inbetriebnahme der BVZ HGe 4/4II und FO HGe 4/4 II als HGe 4/4I bezeichnet.

## Technik

### VZ HGe 4/4 16 und FO HGe 4/4 31–37
Die FO entschied sich für eine Elektrifizierung nach dem Vorbild der in Disentis/Mustér anschliessenden RhB wie auch der in Brig anschliessenden BVZ, mit der sie nach dem Lückenschluss durch die von Anfang an elektrisch betriebene Bahnstrecke Brig–Visp seit 1930 auch verbunden ist, für eine Elektrifizierung mit 11'000 Volt 16,7 Hertz Wechselstrom. Auch entschied sich die FO für einen Nachbau der Lokomotive VZ HGe 4/4 16, die kurz zuvor abgeliefert wurde. Die Lokomotiven der FO, wie auch der VZ, waren nicht für die Zahnradbahnstrecke Andermatt–Göschenen der damaligen Schöllenenbahn (SchB) ausgelegt, die 1961 in die damalige FO integriert wurde.
Die VZ-Lokomotive 16 und die FO-Lokomotiven 31–37 sind eine Weiterentwicklung der VZ HGe 4/4 11–15, erhielten jedoch einen neu konstruierten Lokomotivkasten in Stahlleichtbauweise, weil der Aluminiumkasten der VZ HGe 4/4 anfänglich nicht befriedigte. Zur Verringerung des dadurch bedingten Mehrgewichts wurden unter anderem die Vorbauten weggelassen und die gesamte technische Ausrüstung in den dazu verlängerten Innenraum des Lokomotivkastens verlegt. Statt der Vorbauten entstanden an den Enden offene Plattformen, wie dies damals bei verschiedenen Elektrolokomotiven der Fall war, beispielsweise an den Be 6/8 der damaligen Berner Alpenbahn-Gesellschaft Bern-Lötschberg-Simplon (BLS), die ab dem Jahre 1926 abgeliefert wurden. Über diese Plattformen konnten die Führerstände betreten werden und erhielten damit die charakteristische, nicht symmetrische Fahrzeugfront. Die Transformatoren bekamen wieder eine Ölkühlung.
Die ursprünglichen FO-Lokomotiven haben einen Anschluss für die Speisung der 1941, 1943 und 1945 von SLM/MFO gelieferten elektrischen Schneeschleudern Xrot e 4931–4933.

### Drehgestelle
Die Lokomotiven besitzen zwei zweiachsige Drehgestelle mit einem kurzen Radstand und einem kombinierten Antrieb. Die beiden ausserhalb der beiden Triebachsen liegenden Motoren arbeiten gleichzeitig und untrennbar auf die jeweilige Antriebsachse und dessen Triebzahnrad. Die Zug- und Stossvorrichtungen – das heisst Puffer, Zughaken und Kupplungslasche – sind jeweils direkt mit dem Drehgestellrahmen verbunden. Im Unterschied dazu werden diese Vorrichtungen heute bei Drehgestelllokomotiven in der Regel am Lokomotivkasten befestigt. Die bei der Beförderung von Zügen auftretenden Zug- und Druckspannungen wirken im Normalbetrieb im Falle dieser Lokomotiven, da diese in der Regel an der Zugspitze eingesetzt wurden, zunächst direkt auf das in Fahrtrichtung hintere Drehgestell. Erst über eine zentrale kugelige Drehpfanne werden die Kräfte auf eine Brücke, die aus kräftigen Profilen zusammengenietet ist, und von dort auf das vordere Drehgestell übertragen. Auf dieser Brücke aufgebaut ist der leicht konstruierte Lokomotivkasten.

## Verbleib

### VZ HGe 4/4 16
Die Nummer 16, die nach einem Umbau für Pendelzugbetrieb 1987 als Reserve für die Pendelzüge Täsch–Zermatt eingesetzt wurde, kam nach der Übernahme des Pendelzugverkehrs durch die Niederflur-Panoramatriebzüge BDSeh 4/8 in den Jahren 2003 und 2005 vor Dienstzügen zum Einsatz. Sie wurde im Sommer 2007 mit den Scherenstromabnehmern von Lokomotive Nummer 37 versehen, die Nummer 16 besass zwischenzeitlich zwei Einholmstromabnehmer, zu einem symbolischen Preis an die Dampfbahn Furka-Bergstrecke (DFB) verkauft. Sie ist seit dem 10. September 2007 in Gletsch abgestellt. 2018 wurde das Fahrzeug in den Bestand von MGBahn-Historic aufgenommen. Am 9. August 2018 wurde die Lokomotive von Gletsch in die MGB-Werkstätte im Glisergrund überführt, wo sie ihre Betriebsfähigkeit wiedererlangen soll. Die Aufarbeitung ist aktuell (2022) noch in der Planungsphase, Spenden dafür werden gesammelt. Die Maschine ist zurzeit in Hospental remisiert.

### FO HGe 4/4 31–37
Von den ehemaligen Lokomotiven der FO HGe 4/4 31–37 sind noch die Nr. 32 und Nr. 36 erhalten.
Die Lokomotive Nummer 35 wurde nach einem Unfall im März 1971 abgebrochen, nach Ablieferung der HGe 4/4II wurden ab 1992 die Lokomotiven Nummer 31, 34 und im Jahr 2007 die Lokomotive Nummer 37, sowie als bisher letzte die Nummer 33 im Jahr 2015 abgebrochen. Vor der Entsorgung waren sie teils über längere Zeit abgestellt, wie beispielsweise die Nummern 31 und 34, welche erst 2004 abgebrochen wurden, nachdem sie 1993 beim Unwetter in Brig von Schlammmassen beschädigt wurden.
Die Maschine Nr. 32 wird im Rangierdienst im Depot Glisergrund eingesetzt. Sie bespannt die Überführungen der Kometmodule ABt 2131–2134 und den Kofferrolliwagen BDkt 2231–2233 zwischen Glisergrund und Brig. Zudem wird sie für Rangiermanöver innerhalb des Depots benutzt. Ersatzweise wird der Rangiertraktor Tm 2/2 74 eingesetzt. Für den Rangierdienst wurden bei Stadler neue, elektrisch betriebene Rangierlokomotiven bestellt, welche die Lokomotive 32 schliesslich ablösten. Die Lok wurde auf Ende 2018 hin an "SLM" (Schorno Locomotive Management) in Göschenen abgegeben und ist dort remisiert.
Die Maschine Nr. 36 befindet sich in besserem Zustand als Nr. 32, sie wurde am 20. Januar 2011 hauptrevidiert und neu lackiert. Die Revision erfolgte, da die Maschine für die Schneeräumung des Oberalppasses bestimmt wurde. Bis zum April 2015 war Lokomotive 36 mit diesen Diensten beschäftigt und wurde hierfür in Disentis/Mustér vorgehalten. Seit dem Winter 2015/2016 wird dort eine neue Schleuderkomposition vorgehalten, womit die Schneeräumeinsätze der Lokomotive endeten. Das Fahrzeug war anschliessend im Depot Glisergrund stationiert. Schon seit dem Jahr 2011 wird es im Sommer vor Sonderzügen eingesetzt, so zum Beispiel der Swiss-Alps-Classic-Express (SACE) oder der Alpine-Classic-Pullman-Express (ACPE). Im Jahr 2017 führte Lok 36 ihre erste Fahrt für den Verein MGBahn-Historic durch, seit Dezember 2017 wird sie im Depot Göschenen ganzjährig für Sonderfahrten bereitgehalten.